# Mbaga Tuzinde
Mbaga Tuzinde (ur. 1869, zm. 3 czerwca 1886 w Namugongo) – męczennik chrześcijański, święty Kościoła katolickiego, jeden z grupy Męczenników z Ugandy, zamordowanych przez króla Mwangę II.
Pod wpływem nauk misjonarzy przyjął chrzest. 3 czerwca 1886 został zamordowany przez spalenie na stosie razem z Karolem Lwangą i innymi jego towarzyszami. Zmarł w wieku 17 lat. 6 czerwca 1920 papież Benedykt XV beatyfikował go. 18 października 1964 roku Paweł VI dokonał kanonizacji jego oraz innych Męczenników z Ugandy, m.in. Karola Lwangę. Jest patronem ludzi niezachwianej wiary.